# Eutolmus annulatus
Eutolmus annulatus är en tvåvingeart som beskrevs av Becker 1923. Eutolmus annulatus ingår i släktet Eutolmus och familjen rovflugor. Inga underarter finns listade i Catalogue of Life.